# 보시구

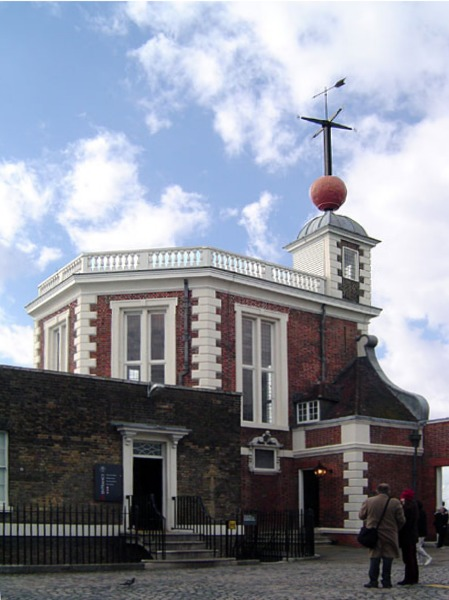
1833년에 설치된 붉은색의 보시구가 그리니치 천문대 옥타곤 룸의 꼭대기에 놓여있다.

보시구(報時球) 또는 표시구(標時球) 또는 타임볼(영어: timeball)은 시간을 알리는 공 모양의 장치이다. 보시구는 주로 해상에서 선박에 탑승한 항해사들이 해상시계의 설정을 확인할 수 있도록 미리 정해진 시간에 투하되는 큰 페인트를 칠한 나무 또는 금속 공으로 구성된다. 바다에서 경도를 측정하기 위해서는 정확한 시간 유지가 필수적이다.
이후 보시구는 전자 시보로 대체되었지만 일부 보시구는 역사적인 관광 명소로 계속 운영되고 있다.

## 역사
고대에는 작은 공을 떨어트리는 것으로 사람들에게 시간을 알려주었다. 프로코피오스가 자신의 저서인 Edifices에서 기술한 바에 의하면 고대 그리스의 시계들은 알렉산더 이후 시대의 가자시에서와 같이 도시의 주요 광장에 이러한 시스템을 가지고 있었으며 이러한 보시구 관측소들은 태양과 별의 위치에 대한 이동 관측에 따라 시계를 설정했었다. 원래 그들은 관측소에 배치되거나 천문대 시간에 맞춰 수동으로 설정된 매우 정확한 시계를 관측소에 유지해야 했다. 1850년경에 전보가 도입된 이후, 보시구는 지방평균시의 근원지로부터 멀리 떨어져 위치하여 원격으로 작동될 수 있었다.

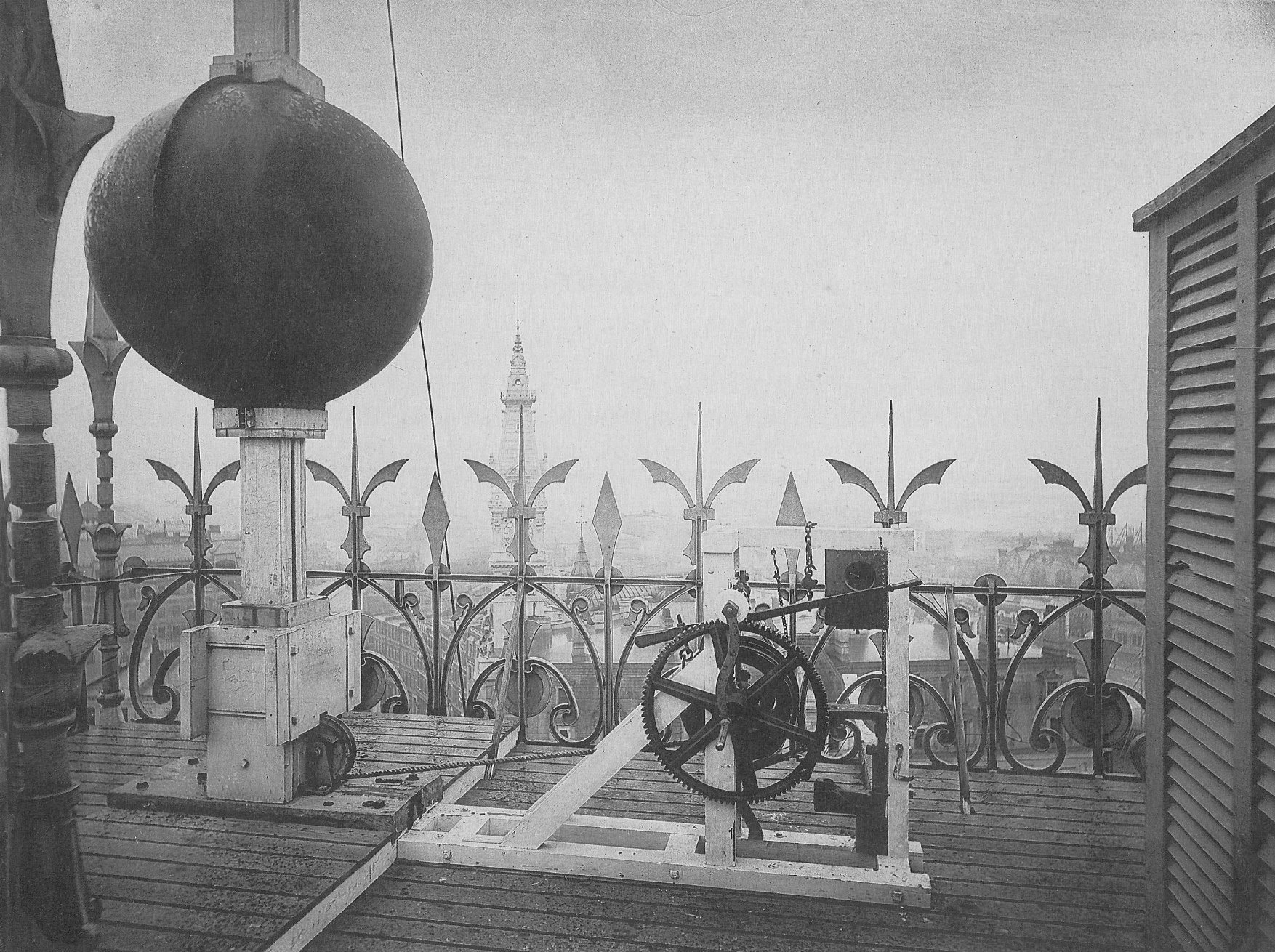
보스턴 데번셔와 밀크 스트릿의 모퉁이에 위치한 Equitable Life Assurance Society 건물 옥상에 있는 보스턴 타임볼(1881년)

최초의 현대식 보시구는 1829년 영국 포츠머스에서 발명가이자 영국 왕립 해군 함장이었던 로버트 와우초프(Robert Wauchope)에 의해 제작되었다. 그 밖에 리버풀과 같은 영국의 주요 항구와 해양 세계에서 그 뒤를 이었다. 하나는 1833년 왕립 천문학자 존 폰드(John Pond)에 의해 런던의 그리니치 천문대에 설치되었는데, 원래는 템즈 강의 대형 선박이 해상시계를 설정할 수 있도록 설치된 것이었으며, 그 이후로 보시구는 매일 오후 1시에 떨어졌다. 와우초프는 미국과 프랑스 대사가 영국을 방문했을 때 그의 계획을 제출했다. 미국 해군 천문대는 워싱턴 DC에 설립되었으며, 미국 최초의 보시구는 1845년에 사용되기 시작했다.
보시구는 보통 오후 1시에 떨어졌다.(미국에서는 정오에 떨어짐) 배에 경고하기 위해 약 5분 전에 반 정도 올려졌고, 2~3분 후에는 완전히 들어 올려졌다. 공이 바닥에 도달한 시점이 아닌, 공이 하강하기 시작한 시점을 기록했다. 1924년 영국에서 전파 시계가 도입되면서 보시구는 점차 쓸모 없게 되었고 1920년대에 많은 보시구가 철거되었다.
현대에 들어와서 보시구는 1907년 12월 31일부터 뉴욕 타임스퀘어에서 오후 11시 59분에 열리는 새해 전야 축하 행사의 일환으로 사용되고 있다.  점등된 타임스 스퀘어 볼은 자정이 끝나는 60초 동안 원 타임스 스퀘어 옥상의 기둥 아래로 내려가는데 이는 웨스턴 유니온 빌딩에서 운영중인 타임볼에 영감을 얻어 만들어졌다.